# 三角芭蕉螺
三角芭蕉螺（学名：Pteropurpura plorator），是新腹足目骨螺科Pteropurpura的一种。主要分布于台湾，常栖息在浅海珊瑚礁、岩石底。